# Centris niveofasciata
Centris niveofasciata är en biart som beskrevs av Heinrich Friese 1899. Centris niveofasciata ingår i släktet Centris och familjen långtungebin. Inga underarter finns listade.